# Normes nacionals de la República Popular de la Xina

Logotip de GB

Els estàndards nacionals de la República Popular de la Xina (中华人民共和国国家标准), codificats com a GB, són els estàndards emesos per l'Administració de Normalització de la Xina sota l'autorització de l'article 10 de la Llei de normalització del poble. República de Xina.
Segons l'article 2 de la Llei de normalització, les normes nacionals es divideixen en estàndards nacionals obligatoris i estàndards nacionals recomanats. Els estàndards nacionals obligatoris tenen el prefix "GB". Els estàndards nacionals recomanats tenen el prefix " GB/T ". Els documents tècnics d'orientació tenen el prefix "GB/Z", però legalment no formen part del sistema estàndard nacional.
Els estàndards nacionals obligatoris són la base per a les proves de productes a què s'han de sotmetre els productes durant la certificació del certificat obligatori de la Xina (CCC o 3C). Si no hi ha una norma nacional obligatòria corresponent, no cal CCC.

## Nomenclatura
Un codi estàndard xinès té tres parts: el prefix, el número seqüencial i el número de l'any. Per exemple, GB 2312-1980 fa referència a l'estàndard obligatori nacional (GB), número seqüencial 2312, any de revisió 1980.
A més del dipòsit nacional d'estàndards, la Xina permet el registre d'estàndards per indústria/comerç, per localitats (DB, Dìfāng Biāozhǔn, "estàndard local"), per associacions (T) o per una empresa individual (Q). Es manté el format global del prefix número-any.

## Copyright i disponibilitat
Segons la primera clàusula de l'article 5 de la Llei de drets d'autor de la República Popular de la Xina, els estàndards obligatoris no són susceptibles de drets d'autor, ja que s'inclouen en "altres documents de caràcter legislatiu, administratiu o judicial". El 1999, el Tribunal Popular Suprem va dictaminar que, tot i que les normes obligatòries no gaudeixen de la protecció dels drets d'autor, les editorials poden rebre drets exclusius sui generis per publicar una norma obligatòria.
L'Administració de Normalització opera un lloc web per obtenir còpies digitals de les normes (excepte les que tracten amb seguretat alimentària, protecció del medi ambient i enginyeria civil).
Es poden obtenir còpies dels estàndards (escrits en xinès simplificat) a la botiga web de SPC.